# 蔣友筠
蔣友筠，字偉修，别號菉淇，浙江湖州府長興縣民籍。

## 生平
萬曆四十三年（1615年）乙卯科浙江鄉試，万历四十四年（1616）聯捷丙辰科进士，授長洲縣知县，移桃源縣，晋工部郎中，選迁桂藩长史，擢贵阳兵备道，出都卒于淮阴舟次。

## 家族
父九赋。

## 引用
1. ↑  《萬曆四十四年丙辰科進士序齒録》
2. ↑  天启七年二月，先是礼部请亲王就国，辅导各官，奉旨：长史于进士出身，审理、纪善于举监出身，选择上请。吏部拟  瑞王府：户部郎中朱明时、主事马斯作为长史；国子监监丞孔元德、学录韩世恩为审理；中书舍人王胤永、陈可信为纪善。  惠王府：刑部郎中陈沃心、主事李建和为长史；国子监学正徐鸿起、学录王瑞临为审理；中书舍人吴士俊、朱日临为纪善。  桂王府：工部郎中蒋友筠、主事沈立义为长史；国子监学录沈德先、母忠为审理；中书舍人何廷玉、王昌胤为纪善。报可。